# Vladimir Orel (pravnik)
Vladimir Orel, slovenski pravnik in sadjar, * 12. oktober 1886, Prvačina, † 25. november 1973, Ljubljana.

## Življenjepis
Vladimir se je rodil očetu Josipu, ki je bil po poklicu učitelj in materi Avgusti, rojeni Batistič. V Prvačini je Vladimir opravil osnovno šolo, nato pa se je vpisal v gimnazijo v Gorico, kjer je opravil sedem razredov. Osmi razred gimnazije je opravil na gimnaziji v Pulju, kjer je leta 1905 tudi maturiral. Po maturi se je vpisal v Univerzo v Pragi, kjer je leta 1910 diplomiral iz prava. Po študiju se je eno leto izpopolnjeval v Krakovu, nato pa se je vrnil domov. Med bivanjem v Krakovu je začel pisati gospodarske in zgodovinske članke za revijo Filarete. Po vrnitvi je najprej delal na okrožnem sodišču v Gorici, nato pa na deželnem sodišču v Trstu, kjer je spoznal Alojza Gradnika, ki je bil tam preiskovalni sodnik.
Dejaven je bil tudi na kulturnem področju. Za leto 1914/15 je bil skupaj še z nekaterimi drugimi goriškimi Slovenci izvoljen v odbor Knjižnice bralnega društva v Gorici. Za predsednika odbora je bil izvoljen ravno on, za knjižničarja Filip Bačnar, med člani odbora pa so bili tudi Ivan Bano, Josip Fabčič in Ivan Kravos.
Po izbruhu prve svetovne vojne je bil vpoklican v vojsko. Najprej je služil v bližini Tržiča, kjer je zbolel za malarijo. Po okrevanju je bil najprej poslan na Slovaško, konec vojne pa je dočakal v Belgiji.
Po vojni je nekaj časa služboval na okrožnem sodišču v Ljubljani, nato pa je bil imenovan za tajnika Ministrstvu za trgovino v Beogradu. Leta 1922 je izdal knjigo z naslovom Volilni sistem v Julijski krajini. Kmalu se je vrnil v Gorico, kjer je postal najprej odvetniški pripravnik, nato pa je ponovno pridobil odvetniški status. Takrat je postal tudi eden vodilnih slovenskih sadjarjev, saj je s prijatelji v Rožni Dolini uredil prvi breskov nasad na ozemlju današnje Slovenije. Okoli leta 1930 je opravil tudi sadjarski tečaj v Pistoii. Po vzponu fašistov na oblast v Italiji se je moral zaradi slovenskega porekla leta 1935 umakniti v Jugoslavijo. Odselil se je v Zagreb, od tam pa je odšel v Slovenijo, točneje v Mokronog, kjer je dobil službo kot odvetnik. Med bivanjem v Zagrebu je leta 1937 sodeloval z Gvidom Veselom pri urejanju Müllerovega brega in z nekaj drugimi sadjarji napisal knjigo Napredno voćarstvo, ki je prva jugoslovanska knjiga o plantažnem sadjarstvu. 
V drugi svetovni vojni ni aktivno sodeloval, preživel pa jo je v Zagrebu. Po vojni je leta 1947 postal predsednik Vrhovnega sodišča v coni B Svobodnega tržaškega ozemlja v Kopru. Leta 1954 se je upokojil, vendar je še nekaj let delal kot pravnik na občini Koper.